# Iglesia de San Pablo Intramuros
San Pablo Intramuros (en italiano, San Paolo dentro le mura, en inglés, St Paul's Within the Walls), también conocida como la Iglesia Americana en Roma, es una iglesia de la Convocación de Iglesias Episcopales en Europa en Via Nazionale en Castro Pretorio, Roma. Fue la primera iglesia protestante construida en Roma. Diseñada por el arquitecto inglés George Edmund Street en estilo neogótico, fue construida en piedra y ladrillo polícromo, y se terminó en 1880.
La iglesia contiene mosaicos que son las obras de mayor tamaño del artista inglés prerrafaelita Edward Burne-Jones.

## Construcción
La construcción de una iglesia protestante en Roma fue posible después de que el reino de Italia capturara Roma del Papado en 1870.
La congregación de expatriados episcopalianos en Roma encargaron a Street en 1872 la construcción de la iglesia. La primera piedra se colocó en 1876, y la iglesia se terminó en 1880.

## Mosaicos

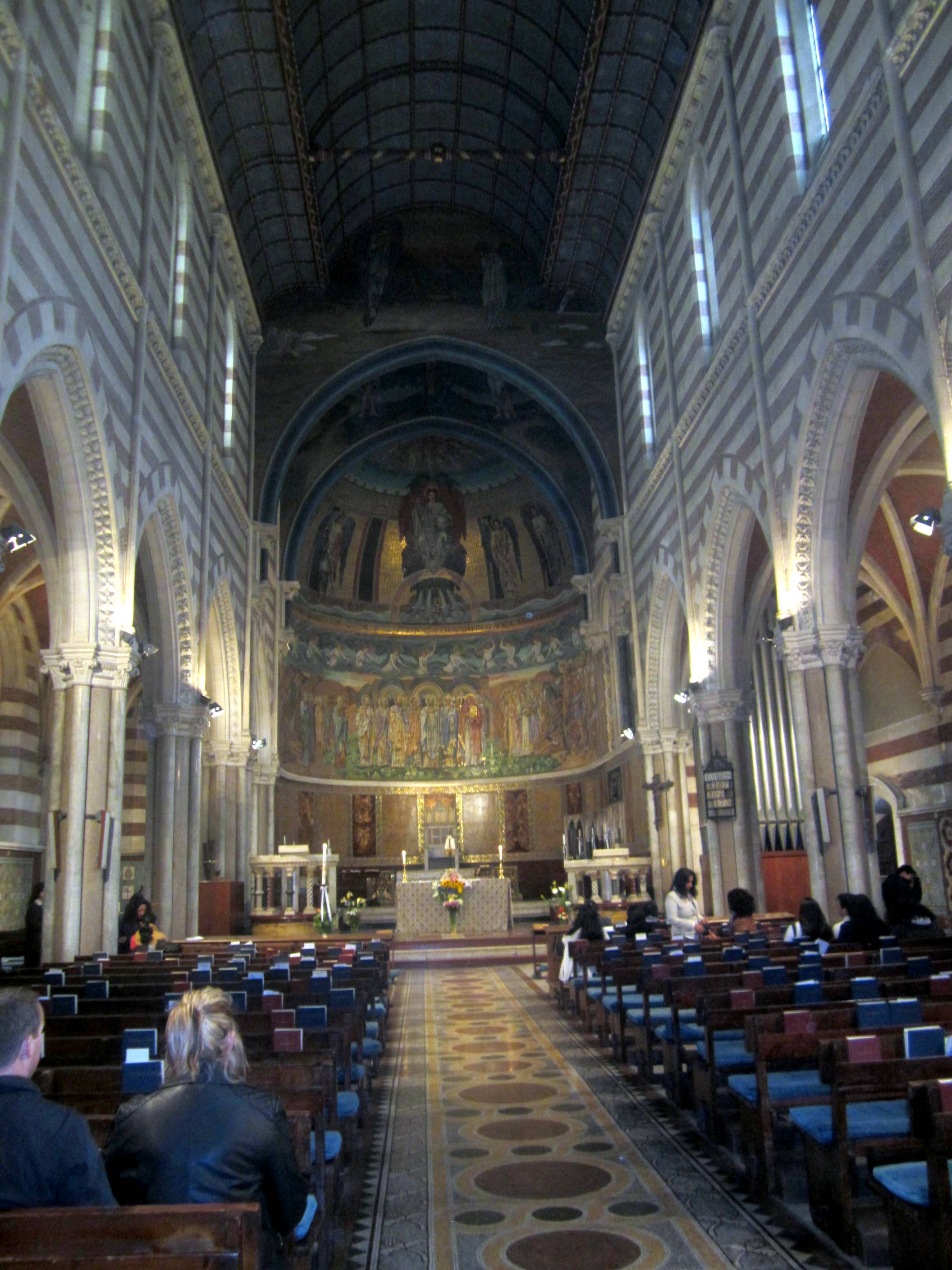
Interior, mirando hacia el ábside

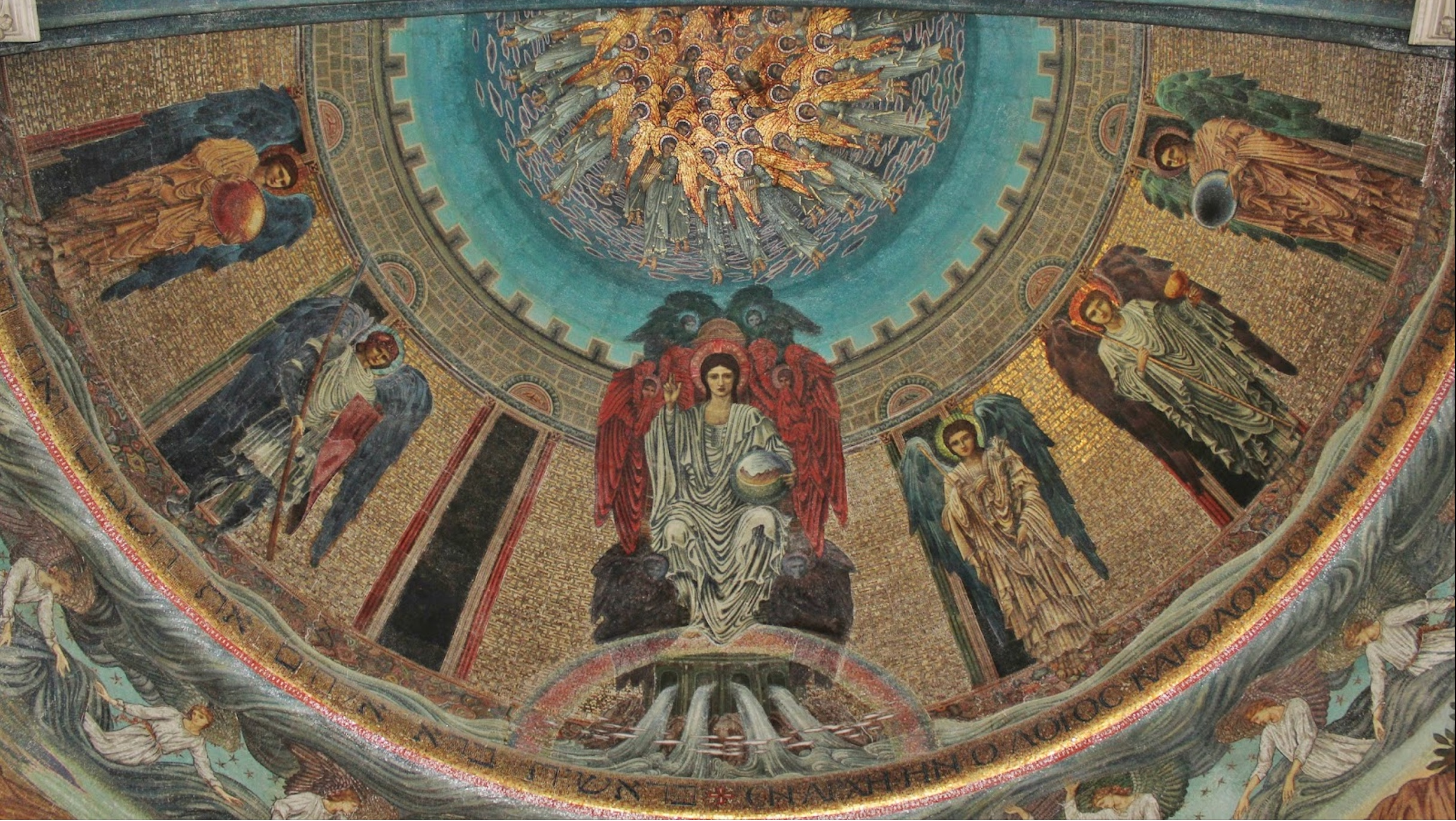
Cristo entronizado en la Jerusalén celestial. Cristo está flanqueado por los cinco arcángeles, de izquierda a derecha: Uriel sostiene el sol; Miguel es una figura gloriosa en armadura; Gabriel lleva el lirio de la Anunciación; Chemuel, el ángel del Sangreal, sostiene la copa sagrada; y Zophiel, sostiene la luna.

Street se dirigió a Burne-Jones en 1881, pero murió el mismo año. El rector de la congregación, Robert J. Nevin, viajó a Inglaterra para confirmar y ampliar el encargo.
Burne-Jones estaba deseando emular los mosaicos de Rávena, que había visitado en el año 1873.
Burne-Jones diseñó cartones que envió a Venecia, junto con instrucciones para qué colores usar. La Compañía de Mosaico y cristal de Murano y Venecia montó teselas en los cartones, y los conjuntos se instalaron luego en la iglesia. La selección de colores, basada en azulejos de muestra enviados a Inglaterra por la compañía, fue una colaboración entre Burne-Jones y William Morris. Burne-Jones no viajó a Italia para supervisar la obra, y en lugar de ello envió a su ayudante, Thomas Rooke.
Hay cuatro mosaicos de Burne-Jones. La anunciación y El árbol de la vida, ambos terminados en 1894, están sobre los arcos sucesivos de la cancela que lleva al ábside, cuya semi-cúpula muestra a Cristo entronizado en la Jerusalén celestial, terminado en 1885. El cuarto mosaico, conocido como El Paraíso terrenal o La iglesia militante, más abajo en la pared del ábside, fue terminado en 1907 por Rooke, tras la muerte de Burne-Jones.
Burne-Jones situó la escena de la Anunciación en un desierto mientras que El árbol de la vida muestra a Cristo en la pose de la Crucifixión pero superpuesto sobre un árbol con vegetación. En la representación de la Jerusalén celestial, Cristo está flanqueado por arcángeles, con un espacio vacío que representa el lugar donde tendría que estar Lucifer. El cuarto mosaico incluye figuras con caras modeladas sobre personas contemporáneas.
La iglesia contiene también mosaicos del artista estadounidense George Breck.

## Centro de refugiados Joel Nafuma (JNRC)
Dentro de la iglesia se encuentra el Centro de refugiados Joel Nafuma (JNRC) un centro de día para los refugiados en el corazón de Roma. 
La amplitud de servicios ofrecidos en el centro va desde la asistencia básica a ayuda para asentarse, y atender a las necesidades de todas las personas. El personal y los voluntarios ayudan con programas de arte y psicoterapia, así como apoyo legal. Se trata de atender las necesidades más urgentes de los usuarios que (debido a la Convención de Dublín) buscan reconstruir sus vidas en Italia.